# الجندي (ريمة)

تعديل مصدري - تعديل

قرية الجندي

هي إحدى قرى عزلة بكال الواقعة ضمن مديرية مزهر التابعة لمحافظة ريمة، بلغ تعداد سكانها (573) نسمة حسب تعداد اليمن لعام 2004.

## المحلات التابعة للقرية
- المداره
- السورة
- الضواليع
- العرة
- المعطن
- بيت عيشه
- عدونه
- ميفعه العلياء
- ميفعه السفلى
- العتب
- المرجاء

## روابط خارجية
- الدليل الشامــل